# Karim Aga Khan IV.

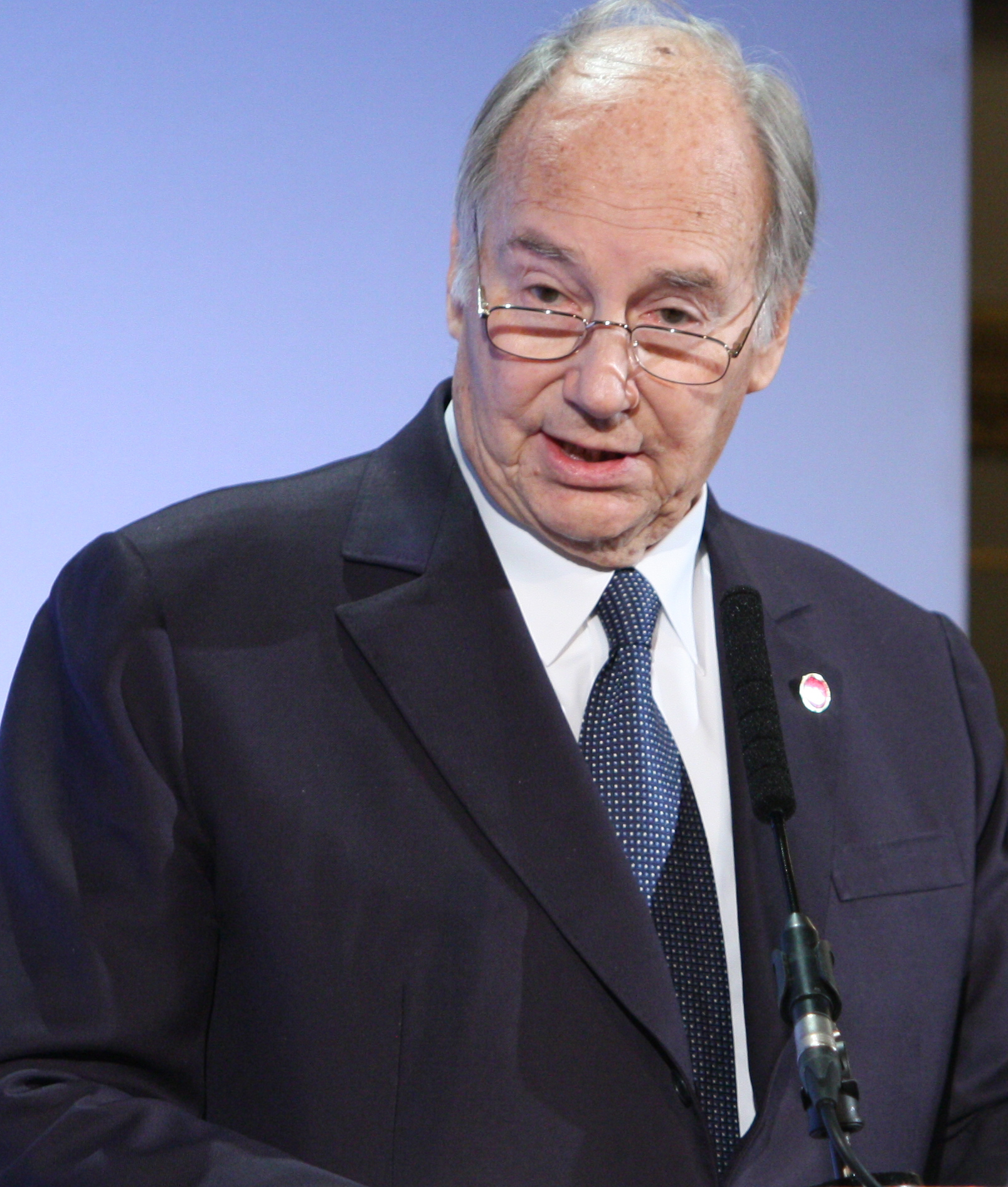
Karim Aga Khan IV., 2014

Karim Aga Khan IV., mit bürgerlichem Namen Karim al-Husseini, (* 13. Dezember 1936 in Creux-de-Genthod, Gemeinde Genthod, Kanton Genf, Schweiz; † 4. Februar 2025 in Lissabon, Portugal) war ein britischer Ismailit. 
Er war als 49. Imam der ismailitischen Nizariten der religiöse Führer von 20 Millionen Menschen in 25 Ländern. Das von ihm geleitete Aga Khan Development Network mit der Aga-Khan-Stiftung ist eine der größten privaten Entwicklungshilfeorganisationen weltweit. Der Titel His Highness Prince Aga Khan IV wurde ihm als Hoheitstitel von der britischen Königin am 26. Juli 1957 verliehen. Sein Vermögen wurde zuletzt auf mindestens zehn Milliarden Euro geschätzt. Sein Hauptwohnsitz war das Château Aiglemont in Gouvieux/Chantilly im Département Oise nördlich von Paris.

## Lebenslauf
Karim Aga Khans Vater war Aly Khan, der von 1958 bis zu seinem Unfalltod im Jahr 1960 Pakistans Botschafter bei den Vereinten Nationen in Genf sowie Vizepräsident der UNO-Generalversammlung war, besser bekannt jedoch als Jetset-Playboy, der mit der Hollywood-Diva Rita Hayworth eine Ehe einging. Seine Mutter war das ehemalige Model Joan Yarde-Buller (1908–1997), Tochter von John Yarde-Buller, Baron Churston (1873–1930) und als Ehefrau von Aly Khan als Prinzessin Tajudaulah bekannt. Karim Aga Khan wurde in der Schweiz geboren und verbrachte seine frühe Kindheit in Nairobi. Schulen besuchte er als britischer Staatsbürger in Südafrika, Nairobi und London. Das Abitur absolvierte er am exklusiven Internat Le Rosey am Genfersee. Im Anschluss studierte er bis 1959 Wirtschaftswissenschaften, orientalische Sprachen sowie Geschichte in Harvard und Cambridge.

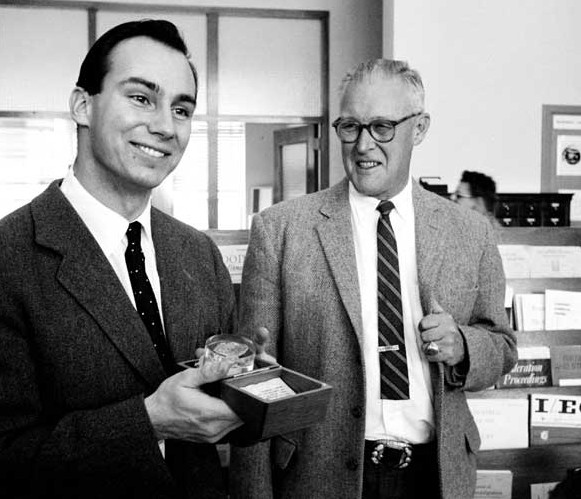
Karim Aga Khan IV. erhält während eines Besuches des Los Alamos National Laboratory 1959 als Geschenk ein Stückchen Trinitit, das bei der ersten Kernwaffenexplosion am 16. Juli 1945, dem sogenannten Trinity-Test, entstand.

Bei den Olympischen Winterspielen 1964 in Innsbruck vertrat Karim Aga Khan als Skirennläufer den Iran und belegte im Abfahrtslauf den 59., im Riesenslalom den 53. Rang. Auch im Slalom war er gestartet. Zuvor hatte er bereits 1962 für das Vereinigte Königreich an den Alpinen Skiweltmeisterschaften teilgenommen.
Im Alter von 20 Jahren wurde er am 11. Juli 1957 nach dem Tod seines Großvaters Sultan Mohamed Schah (Aga Khan III.) überraschend zum Aga Khan ernannt. Sein Großvater hatte in seinem Testament verfügt, dass nicht der Sohn, sondern der Enkel seine Nachfolge antreten solle, und so wurde er zum Oberhaupt eines Zweigs der Ismailiten, der Nizariten, ernannt; einer religiösen Richtung innerhalb des Islams, die wiederum ein Teil des schiitischen Glaubens ist. In den Augen seiner Anhänger gilt er als direkter Nachkomme Fatimas, der jüngsten Tochter des Propheten Mohammed, und dessen Nachfolger und daher als der neunundvierzigste Imam der Nizariten und ihr geistliches Oberhaupt.
Karim Aga Khan IV. gründete den Yacht Club Costa Smeralda (YCCS) am 12. Mai 1967 gemeinsam mit André Ardoin, Giuseppe Kerry Mentasti und Luigi Vietti als gemeinnützigen Sportverein in Porto Cervo an der Nordostküste Sardiniens. Er entwickelte den Ort als Urlaubsziel für exklusive Feriengäste.

## Einkünfte und Finanzskandale
Karim Aga Khan war Großaktionär mehrerer internationaler Konzerne. Er besaß zudem Bankhäuser, Zeitungsverlage, Edelsteinbergwerke, Fluggesellschaften, Pferdezuchten und Hotelketten – mit seinen Unternehmen verdiente er im Jahr eine Milliarde Euro. Darüber hinaus erhält der Aga Khan jährlich Spenden seiner Anhänger in Höhe von Hunderten Millionen Euro.
Im Oktober 2012 veröffentlichte die investigative Online-Zeitung Mediapart, dass Nicolas Sarkozy seit 2008 Aga Khan in Frankreich von sämtlichen Steuerzahlungen – insbesondere der Einkommensteuer – befreit hatte. Zu dieser Zeit war Éric Woerth Haushaltsminister in Sarkozys Regierung, der später im Zuge der Parteispendenaffäre um die L’Oréal-Erbin Liliane Bettencourt (Bettencourt-Affäre) zurücktreten musste. Woerth war zuvor Bürgermeister von Chantilly, das für sein Schloss und seine Pferdezucht weltberühmt ist. Als Schloss und Pferderennbahn von der Schließung bedroht waren, weil die Mittel zu deren Renovierung fehlten, spendete Karim Aga Khan Millionen zu deren Erhalt. 

## Privatleben
1969 heiratete Aga Khan die geschiedene Lady Crichton-Stuart, das britische Model Sarah Frances Croker-Poole, später als Begum Salima tituliert. Aus der Ehe gingen drei Kinder hervor. Kurz vor der Silbernen Hochzeit 1994 wurde die Ehe geschieden, Begum Salima erhielt eine Scheidungsabfindung von 45 Millionen Euro.
Aga Khan heiratete 1998 die Deutsche Gabriele Prinzessin zu Leiningen, adoptierte Thyssen, die fortan den Namen Inaara Gabriele Aga Khan und den Titel Begum Inaara trug und zum Islam konvertierte. Aus der Ehe ging ein Sohn hervor. Aga Khan trennte sich 2004 nach sechs Jahren Ehe, es dauerte jedoch sieben Jahre, bis die Details der Trennung juristisch geregelt wurden; Ausgangspunkt war ein Gericht in der Schweiz. Es folgte ein Gericht in England, bevor der Aga Khan das Verfahren schließlich vor die französische Justiz brachte. Überdies wurde der Begum eine Scheidungsabfindung in Höhe von 60 Millionen Euro zugesprochen, sie musste im Gegenzug Namen und Titel Begum („Fürstin“) ablegen. Die Entscheidung über die Scheidungsabfindung wurde im Januar 2013 vom Kassationshof aufgehoben, eine entscheidende Rolle dabei hatten Sarkozy und Woerth gespielt.
Am 4. Februar 2025 starb er in Lissabon, Portugal, worauf sein Sohn Rahim al Husseini, sein zweites Kind aus der Ehe mit Sarah Croker Poole, zu seinem Nachfolger als Aga Khan bekannt gegeben wurde.

## Entwicklungsprogramme
Aga Khan unterstützte vor allem durch sein privates Entwicklungshilfenetzwerk Aga Khan Development Network (AKDN) eine Vielzahl von Entwicklungsprogrammen unter anderem in den Bereichen:
- Gesundheit, Bildung und Architektur
- ländliche Entwicklung und Förderung des privaten Unternehmertums
- Projekte zur Sicherstellung des Nahrungsmittelbedarfs und der Wasserversorgung

Das AKDN stiftete beispielsweise 80 Millionen Dollar für den Wiederaufbau in Afghanistan.
Der renommierte Architekturpreis Aga Khan Award for Architecture wurde von Aga Khan gestiftet und wird seit 1980 im Dreijahreszyklus vom AKDN verliehen.
1977 gründete er das Londoner Institute of Ismaili Studies, das sich nach eigener Darstellung der Lehre islamischer Kulturen und Gesellschaften in Gegenwart und Geschichte verschrieben hat. Außerdem sollten die Beziehungen zu anderen Kulturen und Religionen erforscht und vermittelt werden.

## Ehrungen
- seit 1996 Mitglied der American Academy of Arts and Sciences.
- 2005 Ehrendoktortitel der Amerikanischen Universität von Beirut
- 2005 Quadriga, Berlin
- 2006 Toleranzpreis der Evangelischen Akademie Tutzing für seine „Verdienste […] für eine Verständigung zwischen dem Islam und der westlichen Welt“ sowie für „sein humanitäres Engagement“.
- 2009 Auszeichnung als Ehrenbürger Kanadas
- 2013 Nord-Süd-Preis des Europarats
- 2015 Padma Vibhushan, zweithöchster indischer Staatsorden
- 2018 Großkreuz der Ehrenlegion[11]

## Interview
- Gero von Boehm: Prinz Karim Aga Khan IV. – 31. Juli 2007. Interview in: Begegnungen. Menschenbilder aus drei Jahrzehnten. Collection Rolf Heyne, München 2012, ISBN 978-3-89910-443-1, S. 556–568.